# Dysauxes danieli
Dysauxes danieli là một loài bướm đêm thuộc phân họ Arctiinae, họ Erebidae.